# Manöken

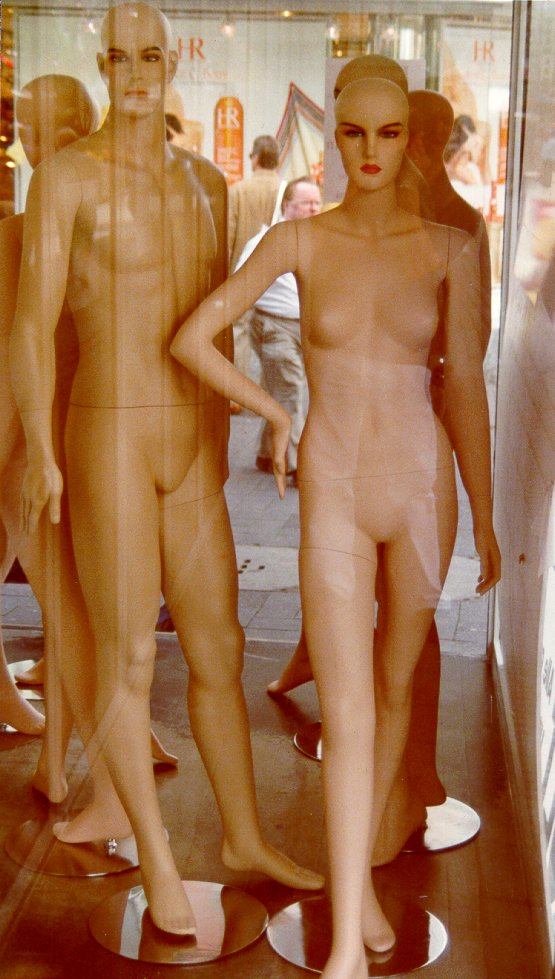
Mannequin bábuk

A manöken – szinonima: maneken, modell, topmodell, leginkább fiatal nő, aki divatbemutatókon lép fel, és az új ruhatervek alapján készült ruhákat viselve mutatja be a közönségnek, de vannak férfi manökenek is.

## Történet

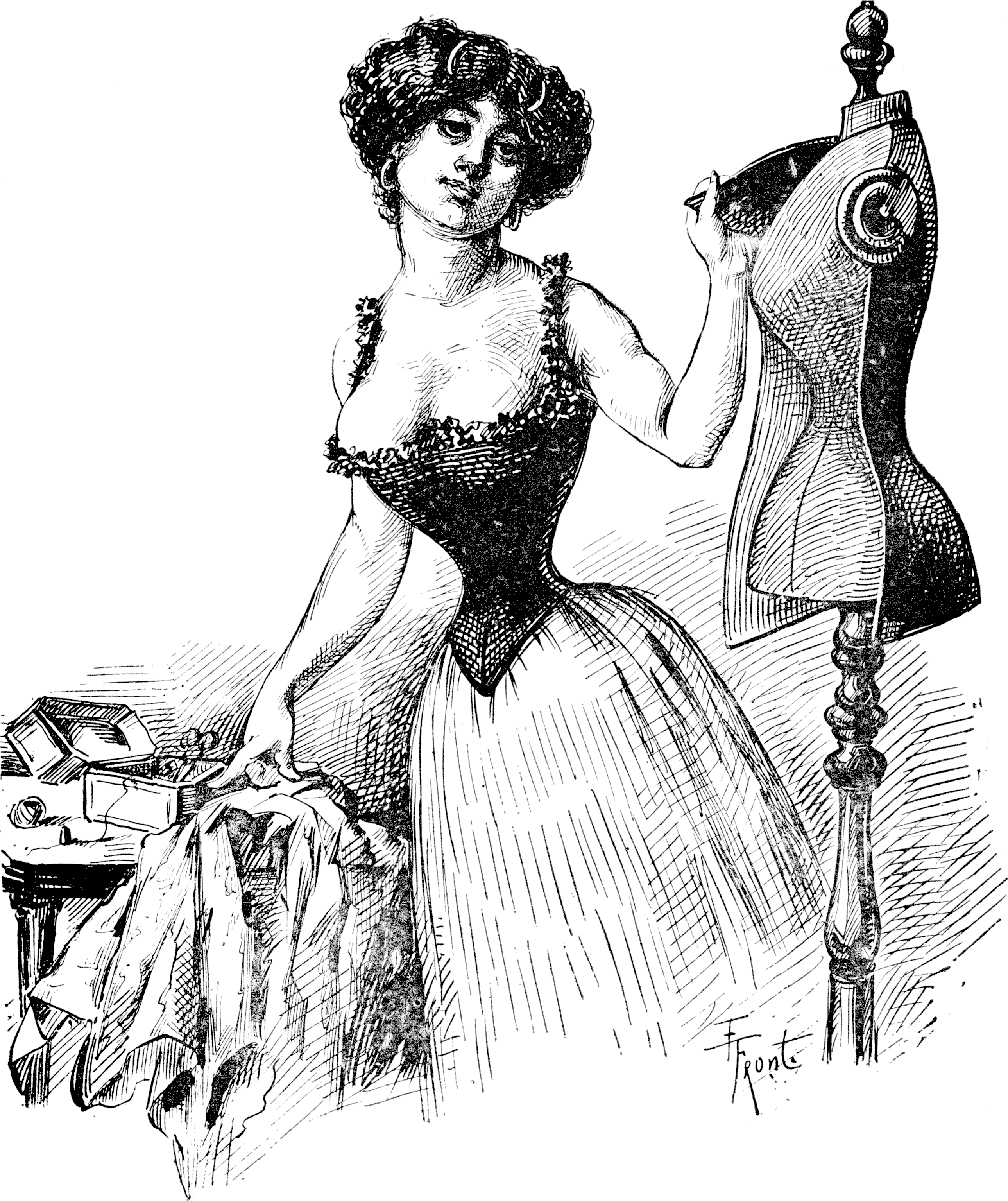
Varrónő és próbabábuja, 1900 körül

A Franciaországban megszületett európai divatot kezdetben nem képes újságok, hanem divatbábok terjesztették. Ekkoriban még tiltották a ruhák bemutatását nőkön, ezért a korabeli divatipar kénytelen volt kis emberekkel (petit homme) dolgozni. 1797-ben a párizsi ruhaszalonok jómódú vevőiknek bábukat (mannequin) küldtek, amelyek a cég divatos ruhakölteményeibe voltak öltöztetve.
A viselettörténetben először a 19. század közepén jelentek meg az élő manökenek a divat világában. Az első divatmodell-ügynökség megalapítója, aki hivatásszerűen alkalmazott a divatszakmában próbakisasszonyokat, élő manökeneket, Charles Frederick Worth volt, akit az haute couture apjának is neveznek. Ugyancsak nevéhez kötik a divat üzletté, iparrá forradalmasítását, az 1800-as években. A szolgáltatást az előtte alkalmazott maneken babák kapcsán Madame Mannequin néven vezette be.
Magyarországon az ötvenes évek csillagjait például vasalónőként, varrónőként, az 1960-as években adminisztrátorként, szervezőként szerződtették a ruhaipari cégek. A szocializmus nem ismerte el a hivatalos manöken státuszt.
Az 1970-es években Aszalós Károly és Baross Imre, az Állami Artistaképző Intézet igazgatói, együtt szervezték meg az első manökenképzést és annak képesítési rendszerét. Az első tanfolyam 1974-ben indult. A tanfolyam ára kezdetkor ezerkettőszáz forint, majd kettőezer forint lett.
 A balettiskolai kalandból azonban annyi előny mindenképp származott, hogy az iskolaigazgató aláírása maga volt a szakképzettség bizonyítéka: a papírt lobogtató szépségek azonnal hozzájutottak a bérelszámolás miatt is fontos működési engedélyhez. És nem kellett többet olyan furcsa hivatalos státuszban leledzeniük, mint vasalónő, miközben nyelveket beszéltek, a legelegánsabb szalonok, mint a Rotschild, a Kék Duna, a Budapest Szalon, illetve a Magyar Divatintézet és az Okisz Labor darabjait viselték, és járták a világot.
 Az Állami Artistaképző Intézetben többszintű válogatások után vették fel a manökenképzésre a jelentkezőket.
A jelentkezőknek minimum 170 centiméter magasnak kellett lenniük. Fontos volt a jó megjelenés, a testsúly és az arányos külső. Egy-egy tanfolyam létszáma körülbelül 30 fő volt. A tanfolyamokon sminkelést, dzsesszbalettet, színészmesterséget és színpadi mozgást tanítottak. Itt Jeszenszky Endre koreográfus, valamint Szirmai Béla is oktatott.
A manökenek hosszú időn keresztül itt végezték el a foglalkozásukhoz szükséges szakmai tanfolyamot, és kaptak fotómodell- és manökenoklevelet a sikeres vizsga esetén.
A modelliskolában arra vonatkozó segítséget azonban nem adtak, hogy a vizsga után hová forduljanak a manökenek. Nem volt portfólió, fotóalbum, sem modellügynökség, ahová tartozhattak volna. Nem volt internet, sokszor táviratban értesítették a modelleket.
Ezt, a bérelszámolás miatt is fontos működési engedélyt, a személyi igazolványba is bevezették.
A 2000-es években már sok lett a manökeniskola. Sok a magát modellnek nevező, az önjelölt lány. Kevés tanulással, némi szerencsével, esetleg egy kis rutinnal, szinte bárki kipróbálhatja már magát.
2020. évben új hullám a divatvilágban: a 60+-os, az „ezüstmodellek”. A divatvilág képviselői rájöttek, a szépség nem csak a fiatalságé, hanem a méltatlanul elfeledett, ősz hajú generációnak is szerepe van a szépségiparban. Magyarországon Vámos Magda fedezte fel 2017-ben, a Coco Chanel hasonmását és avatta manökenné Nagy Edit (modell)"Coco"-t, aki a 70-es éveiben jár.
Később, 2019-ben, 68 évesen a Helia-D új Cell Concept ránctalanító termékcsaládjának arca Pataki Ági volt, a reklámfilmet Pataki Ági filmes cége, a Filmpartners készítette.
Divatügynökség keretében is  találhatók Magyarországon 60+-os modellek – Liener Márta ügyvezető igazgató a Hollywood Castingnál, itt például Schmidt Bea, 70 éves manökent is megtaláljuk.

## Manökenek

### Magyar manökenek, fotómodellek

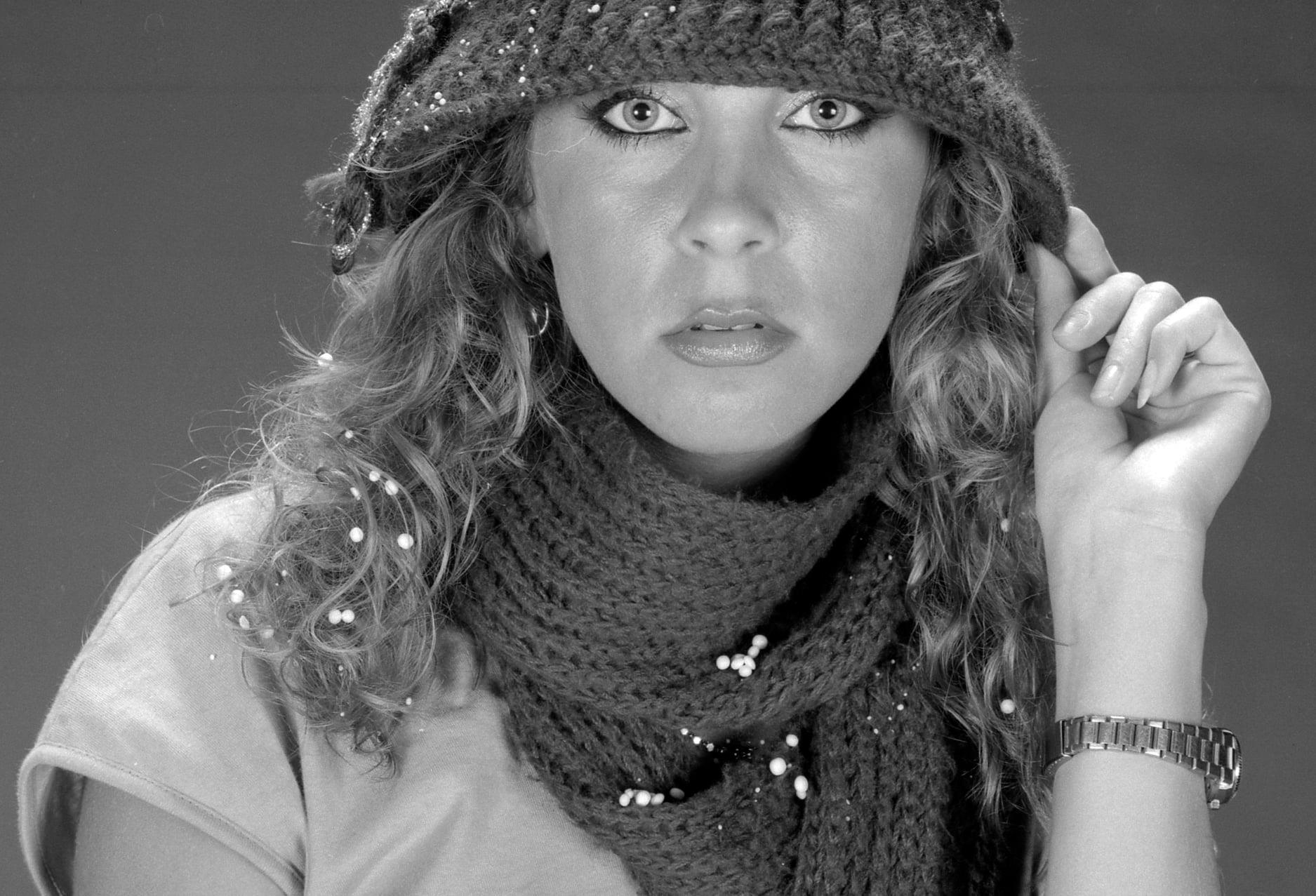
Gaál Zsuzsa

András Judit, Apostol Éva, Badonyi Vali, Bakos Ilona, Bálint Ági, Balonyi Kyra, Barna Ilona, Baróti Györgyi, Bayer Kató, Bíró Ica, Bolla Ági, Bolyos Ibolya, Borsovszky Ágnes, Botykai Beáta, Bozzay Margit, Clavier Charlotte, Csató Mari, Csák Csilla, Csengery Szilvia, Czvalinga Ildikó, Diós Kati, Dobrovolszky Ágnes, Dombrády Éva, Farkas Márta, Fekete Klári, Felkai Anikó, Gaál Zsuzsanna, Garamvölgyi Adrien, Háfra Mari, Hágelmayer Veronika, Hajós Judit, Halász Ilona, Hegedüs Mari, Hízó Erika, Jeremiás Mária, Kanyó Krisztina, Kelemen Mária, Kemenes Mari, Keresztes Orsi, Kertész Éva, Kirsch Mari, Klement Mária, Komjáthy Ági, Kovács Valéria, Kriskó Andrea, Kristyán Judit, Lacfi Ági, Lajkovits Ági, Lantos Piroska, Liener Márta, Molnár Vali, Oláh Emese, Pataki Ági, Patz Dóri, Pintér Mária, Pintér Sylvia, Pogány Klári, Pörhendi Ági, Pusztai Noémi, Rábaközi Andrea, Ribarszky Edit, Rihetzky Judit, Safranek Anna, Saáry Éva, Schmidt Bea, Sárdi Márta, Szalma Piroska, Szedres Mariann, Sütő Enikő, Szilágyi Mari, Szentpéteri Györgyi, Szőnyi Ildikó, Szőnyi Kinga, Takács Éva, Takács Zsuzsa, Takáts Szilvi, Tálas Kati, Tóth Adrienn, Tóth Rita, Turcsányi Éva, Vadász Éva, Welzer Erzsébet, Zám Edit és Zuggó Erika

### Magyar férfimanökenek, fotómodellek

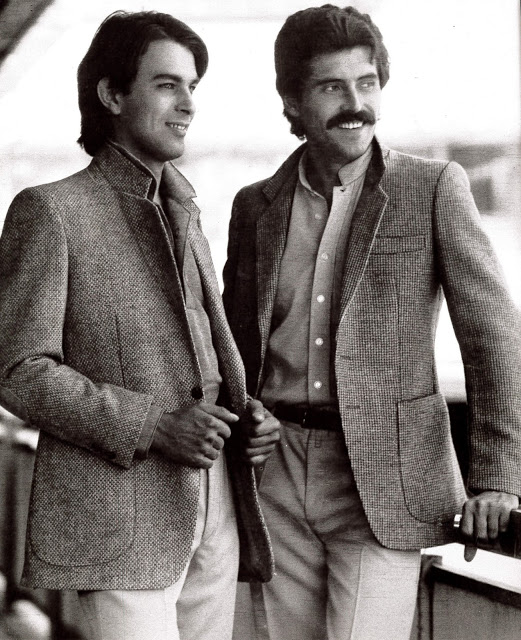
Czebe László és Tóth György Tibor

Albertini János, Balassa Gábor, Bakos János, Bárányi Zoltán, Baráth Zoltán, Bártfai Róbert, Benkő István, Boross Ferenc, Budai István, Czebe László, Fabinyi János, Forgó Ferenc, Gajdos Tamás, Girardi Géza, Hargitay Gábor, Honvéd Tibor, Horváth Attila, Hugai István, Kádi László, Klinszky Gábor, Lajkó István, Magyari Beck Eduárd, Mátyók József, Moczó Dénes, Müller Péter, Nagy Barna Gábor, Norman Gábor, Ollári Béla, Pál Sándor, Putnoki A. Dávid, Sántha István, Sauska Ádám és Szablya Ákos

## Képek
- Bodó Sztenya
- Czvalinga Ildikó
- Dombrády Éva
- Felkai Anikó
- Lantos Piroska
- Oláh Emese
- Patz Dóri
- Pogány Klári
- Takács Zsuzsa
- Vitéz Eszter